# Conus darkini
Conus darkini é uma espécie de gastrópode do gênero Conus, pertencente à família Conidae.